# Скиту дин Деал (Олт)
Скиту дин Деал (рум. Schitu din Deal) насеље је у Румунији у округу Олт у општини Плешоју. Oпштина се налази на надморској висини од 163 m.

## Становништво
Према подацима из 2002. године у насељу је живело 354 становника, од којих су сви румунске националности.